# Alf Landon
Alfred Mossman Landon (n. West Middlesex, 9 de septiembre de 1887 - Topeka, 12 de octubre de 1987) fue un millonario y político republicano estadounidense. Ejerció como vigésimo sexto gobernador del estado de Kansas desde 1933 hasta 1937. En las elecciones presidenciales de 1936 fue el candidato republicano a la presidencia de los Estados Unidos, sufriendo una aplastante derrota ante el presidente demócrata en ejercicio Franklin D. Roosevelt, y recibiendo tan solo 8 votos electorales provenientes de los estados de Maine y Vermont, el peor resultado para un partido mayoritario desde la llegada del bipartidismo.
Nacido en West Middlesex, Pensilvania, Landon pasó la mayor parte de su infancia en Marietta, Ohio, antes de mudarse a Kansas. Después de graduarse de la Universidad de Kansas, se convirtió en un productor de petróleo independiente en Lawrence. Su negocio lo hizo millonario, y se convirtió en un líder de los republicanos liberales en Kansas. Landon ganó las elecciones como gobernador de Kansas en 1932 y buscó reducir los impuestos y equilibrar el presupuesto en medio de la Gran Depresión. Apoyó numerosos componentes del New Deal organizado por Roosevelt, pero criticó algunos aspectos que consideró ineficientes.
La Convención Nacional Republicana de 1936 seleccionó a Landon como el candidato presidencial del Partido Republicano. Aunque logró derrotar al sector del impopular expresidente Herbert Hoover en la carrera por la nominación, Landon demostró ser sumamente ineficaz a la hora de hacer campaña, y fue derrotado incluso en su propio estado, donde el demócrata Walter Huxman fue elegido gobernador. Después de las elecciones, dejó el cargo como gobernador y nunca volvió a buscar un cargo público. Más tarde, apoyó las medidas del Plan Marshall y el programa de la Gran Sociedad de Lyndon B. Johnson. Dio la primera de una serie de conferencias, ahora conocida como Landon Lecture Series, en la Universidad Estatal de Kansas. Landon vivió hasta los cien años y murió en Topeka en 1987, un mes después de cumplirlos. Estuvo casado con Margaret Fleming hasta su muerte en 1918, y se volvió a casar en 1930 con Theo Cobb, quien le sobreviviría. Su hija, Nancy Kassebaum, representó a Kansas en el Senado de los Estados Unidos de 1978 a 1997.